# Algie Knoll
Der Algie Knoll ist ein 400 m hoher, abgerundeter und vereister Hügel im zur Ross Dependency gehörigen Teil des Transantarktischen Gebirges. Er ragt zwischen dem Gebirgskamm Silver Ridge und der Mündung des Algie-Gletschers in den Nimrod-Gletscher auf.
Das Advisory Committee on Antarctic Names benannte ihn in Anlehnung an die Benennung des gleichnamigen Gletschers nach dem neuseeländischen Politiker Ronald Algie (1888–1978), der in seiner Amtszeit als Minister für wissenschaftliche und industrielle Forschung die Arbeiten der neuseeländischen Mannschaft bei der Commonwealth Trans-Antarctic Expedition (1955–1958) unterstützte.